# NGC 1213
NGC 1213 est une galaxie spirale (intermédiaire ?) de type magellanique située dans la constellation de Persée. NGC 1213 a été découverte par l'astronome américain Lewis Swift en 1884. Cette galaxie a aussi été observée par l'astronome français Guillaume Bigourdan le 10 janvier 1891  et elle a été ajoutée à l'Index Catalogue sous la cote IC 1881.

## Caractéristiques
Sa vitesse par rapport au fond diffus cosmologique est de 3 255 ± 13 km/s, ce qui correspond à une distance de Hubble de 48,0 ± 3,4 Mpc (∼157 millions d'al).
La classe de luminosité de NGC 1213 est IV-V et elle présente une large raie HI.
En raison d'une brillance de surface égale à 15,40 mag/am2, on peut qualifier NGC 1213 de galaxie à faible brillance de surface (LSB en anglais pour low surface brightness). Les galaxies LSB sont des galaxies diffuses (D) avec une brillance de surface inférieure de moins d'une magnitude à celle du ciel nocturne ambiant.

## Supernova
La supernova SN 2012eg a été découverte dans NGC 1213 le 18 août 2012 par l'astronome amateur britannique Tom Boles. Cette supernova était de type Ia.